# Rene Krhin
Rene Krhin (Maribor, 21. svibnja 1990.) bivši je slovenski nogometaš i reprezentativac.